# هوندا ماسانوبو
هوندا ماسانوبو (باليابانية: 本多正信؛ بالكانا: ほんだ まさのぶ) هو ساموراي ياباني، ولد في 1538 في مقاطعة ميكاوا في اليابان، وتوفي في 20 يوليو 1616 في إيدو في اليابان.